# コリョマル
高麗語（こうらいご）またはコリョマル (朝: 고려말（高麗말）、露: Корё маль) は、現在中央アジアやロシアに居住する朝鮮民族（高麗人）の使用する朝鮮語の変種である。

## 名称
高麗人（고려인 (高麗人) / 고려사람（高麗사람））の使用する言葉であることから高麗語（고려말）という。
なお「高麗語」は朝鮮の高麗王朝時代の言語を指すこともあり紛らわしい。韓国では、高麗王朝時代の言語は「前期中世語」、中央アジアで話される言語は「中央アジア韓国語」（중앙아시아 한국어 / 中央亞細亞 韓國語）と呼ばれている。

## 成立
基礎となった方言は以下に述べる歴史的経緯より、現在の北朝鮮の言葉に近いものであり、延辺の朝鮮族の言葉と共通している。
しかし、ロシア語やウズベク語、カザフ語などの影響が語彙、文法、統語法などの面で極めて大きく、特に話し言葉では本国人の朝鮮語、延辺の朝鮮族の話す朝鮮語、日本在住の在日朝鮮人の使用する在日朝鮮語などとの意思疎通は困難である。
中央アジアの朝鮮民族の多くは、古来から定住していたのではなく、満州（外満洲を含む）や樺太に移住した朝鮮人が第二次世界大戦後にソビエト連邦のスターリンによる政策で、極東のシベリアそして中央アジアに強制移住させられた人々である。
在日朝鮮語と同様、高麗語も既に本国の朝鮮語とは完全に分離した別個の言語であるとの意見があるが、学会での定説ではない。

## 正書法
元来ハングルで記されていたが、現在ではキリル文字での表記も一部で行われている。